# 利奇夫卡
49°37′25″N 26°36′37″E / 49.62361°N 26.61028°E
利奇夫卡（烏克蘭語：Личівка）是位於烏克蘭西部的村莊，由赫梅利尼茨基州裡赫梅利尼茨基區的納爾凱維奇市鎮負責管轄。該村，面積1.92平方公里，海拔高度315米，2001年人口332，人口密度每平方公里172.9人。